# Ліхтар (архітектура)

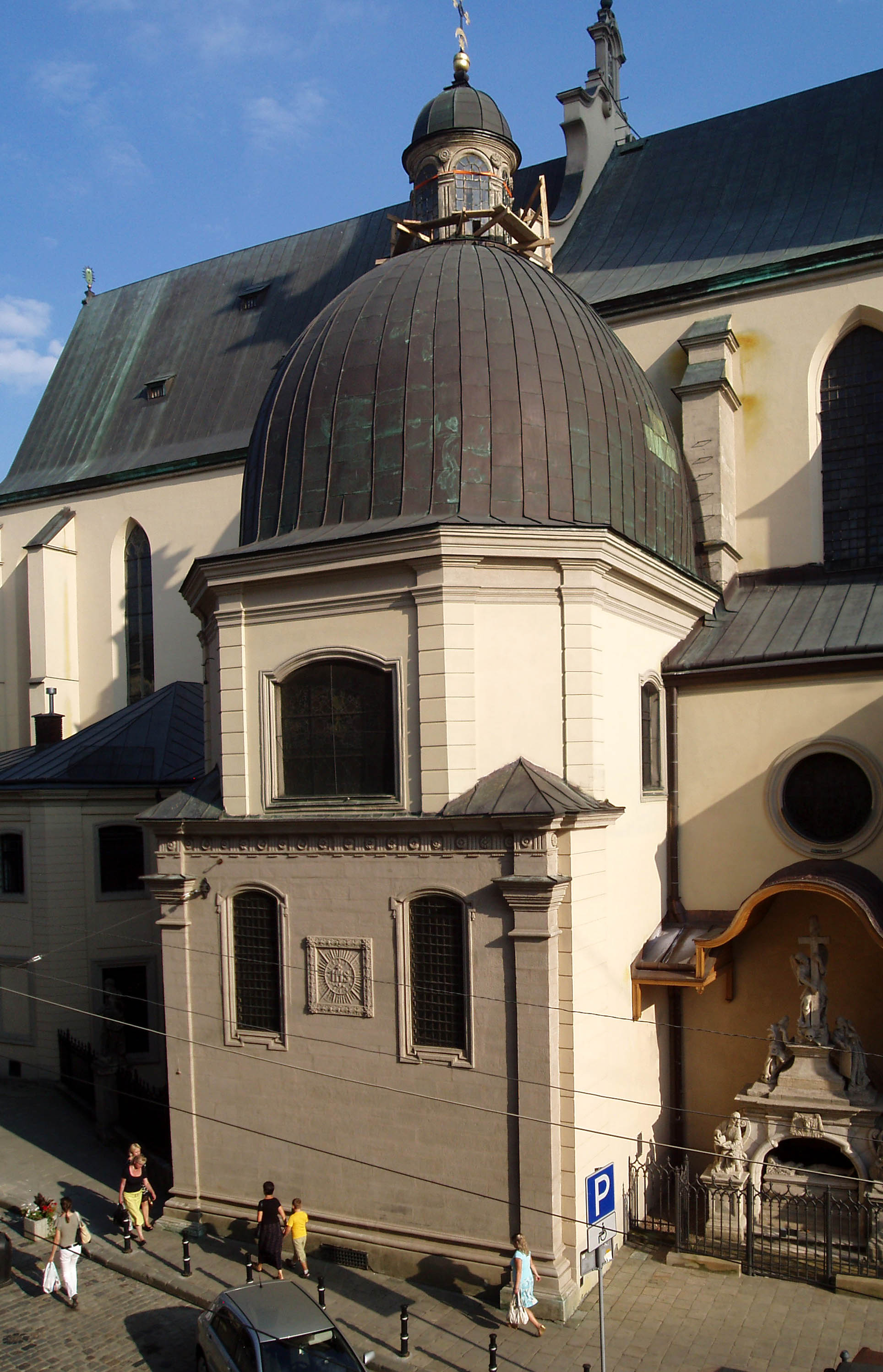
Ліхтар каплиці Святих Дарів (Вишневецьких) у Латинській катедрі Львова

Ліхта́р — частина покриття будови, зазвичай у вигляді надбудови, призначена для її природного повітрообміну (аерації) та освітлення.
У гірництві «світловий ліхтар» — засклена конструкція покриття для освітлення сходової клітки чи внутрішнього дворика.
Розрізняють ліхтарі світлові, аераційні та комбіновані. Широко розповсюджені так звані зенітні ліхтарі з світлопроникним заповненням з полімерних матеріалів або силікатного скла, які розташовуються в площині покриття.
У церковній архітектурі ліхтар у вигляді невеликої вежі на вершині купола храму, називають лантерною.